# 15740 Hyakumangoku
15740 Hyakumangoku este un asteroid din centura principală de asteroizi.

## Descriere
15740 Hyakumangoku este un asteroid din centura principală de asteroizi. A fost descoperit pe 15 martie 1991 la Kitami de Kin Endate și Kazuro Watanabe. Asteroidul prezintă o orbită caracterizată de o semiaxă mare de 2,58 ua, o excentricitate de 0,13 și o înclinație de 14,9° în raport cu ecliptica.